# Luca Dondoni
Luca Umberto Dondoni (Milano, 9 novembre 1961) è un giornalista, conduttore radiofonico e critico musicale italiano.

## Biografia
Giornalista pubblicista dal 1985, ha esordito a Radio Milano Capo Nord, per poi passare a Radio Punto Stereo, Radio Panda, Radio Luna e Radio Montestella.  Il passaggio sui network è avvenuto con Radio Milano International, divenuta successivamente One o One, della quale sarà direttore responsabile della testata giornalistica dal 1989 al 1994. All'attività di conduttore radiofonico affianca quella di giornalista, collaborando con testate come  Rockstar, Musica e dischi, Vogue, Amica e GQ.
È stato inoltre corrispondente dall'Italia per Voice of America. Ha anche diretto Radio RockFM e dal 1987 collabora con La Stampa come corrispondente, inviato e critico musicale. Nel 2009 ha condotto Good Monday Mediolanum su Mediolanum Channel e, l'anno successivo, è stato uno dei giurati per la trasmissione Amici.
Attualmente conduce su RTL 102.5 "Pop around the clock", in onda ogni sabato e domenica dalle 17:00 alle 19:00.